# Johan Björnsson Printz
Johan Björnsson Printz (Jönköping, 20 de julio de 1592-Ib., 3 de mayo de 1663) fue gobernador desde 1643 hasta 1653 de la colonia sueca de Nueva Suecia en el río Delaware en América del Norte.

## Primeros años en Suecia
Nació en Bottnaryd, condado de Jönköping, en la provincia de Småland en 1592. Era hijo de un pastor luterano, Björn Hansson, y Gunilla Svensdotter. Printz recibió su primera educación en Suecia seguida en 1618 por estudios teológicos en universidades alemanas. Durante un viaje alrededor de 1620, fue presionado para el servicio militar. El cambio involuntario de ocupación resultó ser de su agrado.
Durante la Guerra de los Treinta Años, inicialmente se convirtió en mercenario del archiduque Leopoldo de Austria, el duque Cristián de Brunswick y el rey Cristián IV de Dinamarca. Printz ingresó al Ejército de Suecia en 1625 ascendiendo al rango de teniente coronel bajo el rey Gustavo II Adolfo de Suecia. Lo despidieron del servicio para entregar la ciudad sajona de Chemnitz.

## En Nueva Suecia
En 1642, fue restaurado al favor real, ennoblecido y designado para ser el tercer gobernador de Nueva Suecia. Llegó a Fort Christina en la colonia el 15 de febrero de 1643 con dos barcos, Fama (Cervatillo) y Svanen (Cisne). Bajo su gobierno, la colonia sueca inicialmente prosperó. Construyó Fort Nya Elfsborg en la orilla este del Delaware y Fort New Gothenburg en la isla Tinicum (al suroeste inmediato de la actual Filadelfia). Así se aseguró el monopolio del comercio con los indios que habitaban ambos lados de la bahía y el río hasta el norte de Trenton. 
En la isla Tinicum, también construyó su propia casa solariega a la que llamó The Printzhof. Tenía dos pisos de altura, hechos de troncos tallados y chimeneas de ladrillo importado de Suecia. La mansión contenía un interior de madera terminada hecha de madera enviada desde Suecia, ventanas de vidrio y lujosas cortinas. La ubicación se eligió con miras a controlar el comercio del río y porque estaba cerca de los holandeses en Fort Masson.
Construyó Printz's Mill en Cobbs Creek en 1645.
Printz, que era un gobernador enérgico y concienzudo, estableció armonía con los indios locales. Era un hombre muy grande, supuestamente de más de 400 libras, lo que le valió el apodo de "Big Belly" de los nativos, la tribu lenni lenape. Durante su mandato, siete expediciones, con más de 300 emigrantes, zarparon de Suecia.  La afluencia de colonos estuvo compuesta por campesinos que trataron justamente a los indios y sentaron un precedente de bondad y justicia. William Penn y sus seguidores se convirtieron más tarde en beneficiarios indirectos de este trato cuando los indios los recibieron de manera amistosa.
Printz arregló relaciones amistosas con los colonos ingleses, inició conexiones comerciales con los holandeses en Nuevos Países Bajos y dirigió varias empresas comerciales dentro de Nueva Suecia.
Con el tiempo, los problemas con las colonias holandesas e inglesas circundantes se hicieron cada vez más graves. A falta de suministros de Suecia, Printz no pudo evitar que los holandeses y los ingleses prácticamente monopolizaran el comercio de pieles de castor en el área. Su principal adversario fue Peter Stuyvesant, director de Nuevos Países Bajos, y antes, su representante local Andries Hudde.
Printz también era un administrador autocrático y sus crecientes disputas con los colonos llevaron a varios de ellos a solicitar llevar sus quejas directamente al gobierno sueco. Printz hizo colgar al cabecilla de los colonos disidentes, Anders Jönsson, el 1 de agosto de 1653, pero las tensiones continuaron creciendo. Las quejas incluían la falta de derechos sobre la tierra y derechos comerciales.
Eventualmente, Printz encontró su posición imposible, y en 1654 regresó a Suecia. Su yerno Johan Papegoja, casado con su hija Armegott Printz, era gobernador interino hasta que John Rising (Johan Risingh) fue nombrado gobernador en su lugar.

## Vida posterior en Suecia
A su regreso a Suecia, Printz fue nombrado general. Varios años después, en 1658, fue nombrado gobernador de Jönköping. La información sobre este período de su vida es limitada.

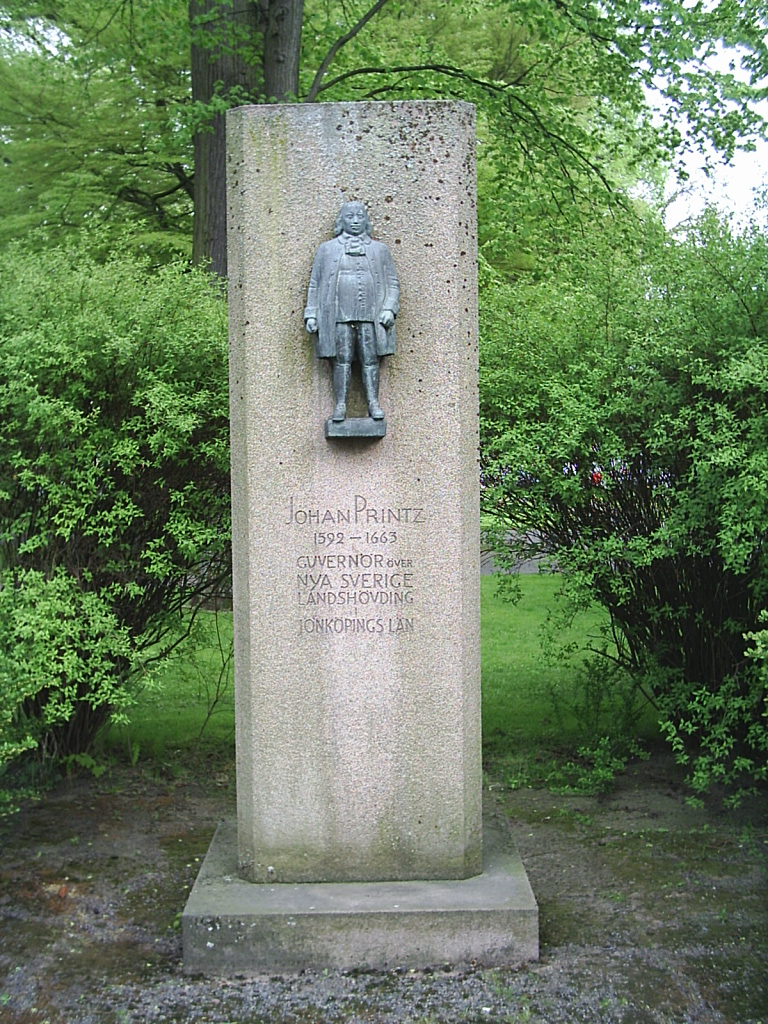
Escultura en el parque "Rådhusparken" en Jönköping, Suecia

## Familia
Le sobrevivieron cinco hijas, entre ellas la conocida Armegot Printz, y su segunda esposa, Maria von Linnestau, con quien se había casado en 1642. Le precedieron en la muerte su hijo y también su primera esposa, Elizabeth von Boche, con quien se había casado en 1622.